# Bienenwagen

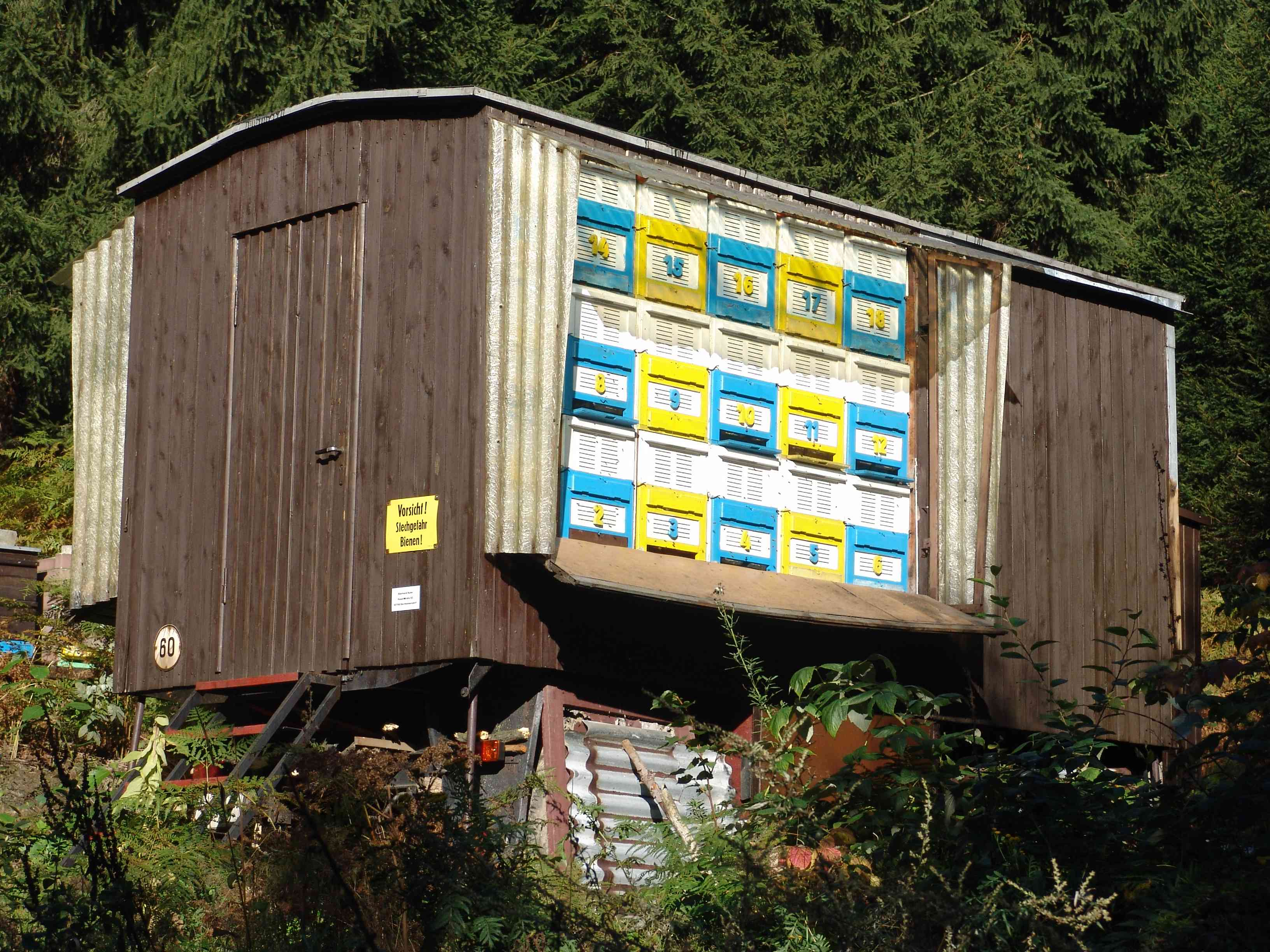
Bienenwagen in der Nähe von Dürrhennersdorf, Sachsen (2007)

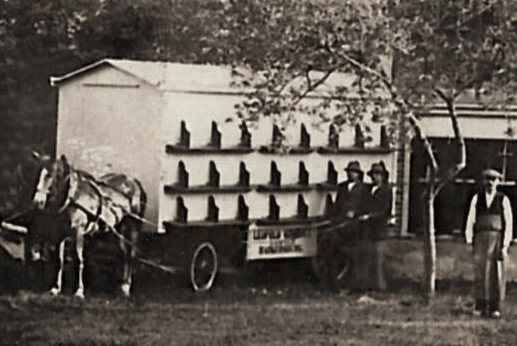
Historischer Bienenwagen mit Pferdegespann in der Großimkerei von Leopold Gombocz in Laafeld bei Radkersburg, Steiermark (1909)

Der Bienenwagen ist ein Bienenstand auf Rädern, der je nach Bauform mit bis zu 50 Bienenkästen (auch Beuten oder Bienenstöcke genannt) bestückt werden kann.

## Funktionsweise und Geschichte
Mit einem Bienenwagen ist es möglich, mit dem kompletten Bienenstand ein neues Gebiet anzuwandern, in dem sich den Bienen eine günstigere Tracht bietet. Gezogen wird der mobile Bienenwagen heute von einem Kraftfahrzeug, früher waren es auch Pferde.
Auf Bienenwagen kommen in der Regel Hinterbehandlungsbeuten (wie z. B. die "Normbeute 52") zum Einsatz. Bei diesen sind alle Etagen des Stocks direkt von hinten zugänglich. So können im Wagen mehrere Völker übereinander gestapelt werden, ohne dass der Zugang erschwert wird, während bei den heute weiter verbreiteten Magazinbeuten zur Bearbeitung Zargen abgestapelt werden müssen, was gegen deren Einsatz in Bienenwagen oder -häusern spricht. Auch die wichtigsten Geräte des Imkers können im Bienenwagen mitgeführt und gelagert werden.
Einer der frühesten Nachweise von Bienenwagen zeigt ein Holzschnitt im Buch Historia de gentibus septentrionalibus des schwedischen Erzbischofs Olaus Magnus aus dem Jahr 1555. Zum großflächigen und systematischen Einsatz kamen Bienenwagen in der DDR. Heute finden diese Bienenwagen nur noch bei Liebhabern Verwendung, da die passenden Hinterbehandlungsbeuten als zu klein gelten für die im Ergebnis von Zuchtwahl deutlich größer gewordenen Bienenvölker.